# Holy Motors
Holy Motors (2012) – francusko-niemiecki film fabularny w reżyserii Leosa Caraxa (pierwszy od 1999).

## Opis fabuły
Pan Oscar przemierza Paryż na pokładzie limuzyny kierowanej przez Céline. Jak kameleon zmienia kostiumy i role życiowe, kolejno jest bankierem, żebrakiem, specjalistą motion capture, akordeonistą, płatnym zabójcą, ojcem, umierającym starcem i Monsieur Merde (szaleńcem-troglodytą znanym z filmu Tokyo!).

## Obsada
- Denis Lavant: pan Oscar
- Edith Scob: Céline
- Eva Mendes: Kay M.
- Kylie Minogue: Eva/Jean
- Jeanne Disson: Angèle
- Élise Lhomeau: Léa/Élise
- Michel Piccoli: człowiek z plamą od wina ("demiurg")
- Leos Carax: śpiący
- Jean-François Balmer: aktor
- François Rimbau: ślepiec
- Karl Hoffmeister: widz